# Oofagia

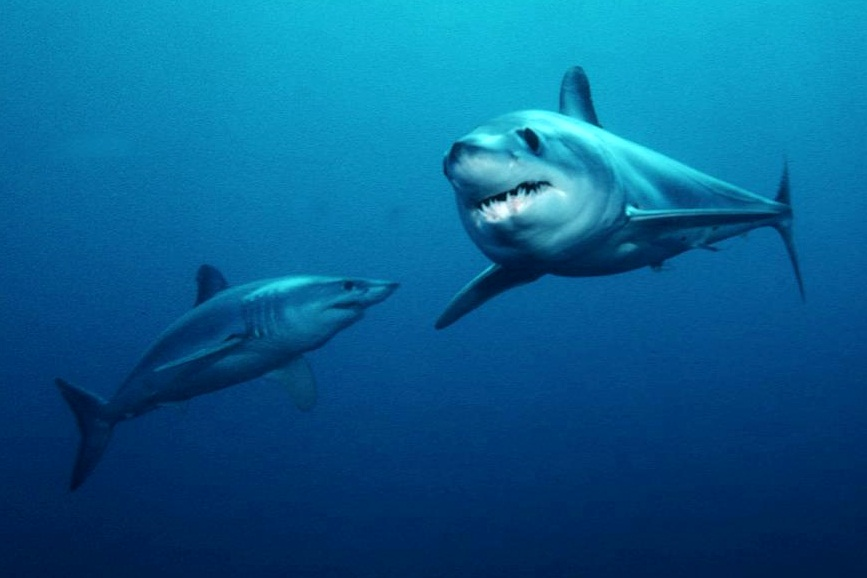
Tiburón marrajo dientoso se involucra en oofagia embrionaria.

La oofagia (comer huevos) u ovofagia, es la práctica de los embriones de alimentarse de huevos (hermanos) producidos por el ovario materno, mientras aún están dentro de su útero.
La oofagia es tal vez universal en los tiburones del orden Lamniformes y ha sido registrada en el tiburón zorro o rabón o rabudo (Alopias superciliosus), el tiburón pelágico o zorro pelágico (Alopias pelagicus), el marrajo o mako (Isurus oxyrinchus) y el Lamna nasus, dentro de otros.
Esta práctica canibalística hace que los embriones presenten estómagos hinchados y puede fomentar su crecimiento, o prepararlos para un estilo de vida predador.
Hay variaciones en la extensión de la oofagia entre diferentes especies de tiburones. El sarda o escalandrún Carcharias taurus practica canibalismo intrauterino, el primero más desarrollado de los embriones consume tanto huevos adicionales como otros embriones desarrollándose. El tollo coludo esbelto (Gollum attenuatus), forma cápsulas de huevos con 30-80 óvulos de los cuales solo uno desarrolla mientras todos los demás son ingeridos y empaquetados en un saco externo de yema. El embrión desarrolla normalmente sin comer más huevos.
La oofagia es también registrada para referirse a más comportamientos de comer huevos como los practicados por algunas especies de tiburones o la oofagia diferencial practicada por la especie de avispa Polistes biglumis.